# 법익
법익(法益, Rechtsgut)은 보호객체라고도 하는데, 형법에 의해 그 침해가 금지되는 개인이나 공동체의 이익 또는 가치를 말한다. 보호객체로서의 법익은 형법 조문의 배후에 놓인 그 의미와 목적에 대한 관념적 형상이어서 행위객체와는 구분되는데, 예를 들면 살인죄에 있어서 보호법익은 생명이지만 행위객체는 사람인 경우와 같은 것이다. 법익은 구성요건의 중심개념이며, 또한 구성요건의 초석으로서 구성요건 유형을 형성함에 있어 그 구분의 척도가 되며 그 뿐만 아니라 범죄를 침해범과 위험범으로 구분하는 것도 법익을 어느 정도로 보호할 것인가를 기준으로 해서 이루어진다. 이와 같은 법익의 기능을 법률정책적 기능 또는 형사정책적 기능이라고 하는데, 법익의 법률정책적 기능은 기존의 형벌법규 중 어떤 규정은 폐지되어야 하고, 어떤 규정은 유지되어야 할 것인가를 판단하는 기준으로서도 작용한다.